# Louestault
Louestault era una comuna francesa situada en el departamento de Indre y Loira, de la región de Centro-Valle de Loira, que el 1 de enero de 2017 pasó a ser una comuna delegada de la comuna nueva de Beaumont-Louestault al fusionarse con la comuna de Beaumont-la-Ronce.

## Demografía
| Gráfica de evolución demográfica de Louestault entre 1800 y 2013 |
|                                                                  |

Los datos demográficos contemplados en este gráfico de la comuna de Louestault se han cogido de 1800 a 1999 de la página francesa EHESS/Cassini, y los demás datos de la página del INSEE.